# Albert Alain
Pour les articles homonymes, voir Alain.
Albert Alain, né à Saint-Germain-en-Laye, le 1er mars 1880, commune où il est mort le 15 octobre 1971, est un organiste et compositeur français.

## Biographie
Il entre tardivement au Conservatoire de Paris et décroche un premier prix d’harmonie en 1904. Il poursuit des études de contrepoint avec Georges Caussade, de fugue et de composition avec Charles Lenepveu et Gabriel Fauré, en même temps qu’il travaille l’orgue avec Alexandre Guilmant et Louis Vierne. En 1924, succédant à Albert Renaud, il devient organiste de l’église de Saint-Germain-en-Laye, poste qu'il occupe jusqu’à sa mort.
Passionné de facture d’orgue, il construit au fil des ans (1911-1970) un instrument à 4 claviers et 43 jeux dans sa maison. Cet orgue est maintenant installé à Romainmôtier, en Suisse.
Il épouse Magdeleine Alberty en 1910, et ils seront les parents de quatre enfants aux dons exceptionnels : Jehan (1911-1940), Marie-Odile (1914-1937), Olivier (1918-1994) et Marie-Claire (1926-2013).
« Dans la maison Alain, située dans la banlieue parisienne, où, durant toute mon enfance, j’ai entendu les sons simultanés d’un orgue de quatre claviers et de deux ou trois pianos. Nous riions, comme d’une bonne plaisanterie, de la phrase « tous musiciens dans la famille », parce qu’elle apparaissait invariablement dans la bouche des gens qui nous rencontraient pour la première fois. Et tous, les quatre enfants d’Albert Alain, nous nous lancions éperdument dans la musique. » (Marie-Claire Alain)

## Œuvres
Comme compositeur de musique religieuse, on lui doit 469 pièces, entre autres :

### Orgue et harmonium
- Final sur le carillon de Luçon op. 324
- Scherzo pour grand orgue
- Andante pour grand orgue
- 5 Pièces faciles en forme de Messe Basse
- Pièces pour orgue ou harmonium dans Les Maîtres contemporains de l’orgue, de l’abbé Joubert,

vol. 4 : Offertoire pour la semaine de Pâques sur l’antienne « Vespere » et la prose « O filii et filiæ » ; Marche nuptiale (1900) ;
vol. 7 : Alla Hændel, Alla Bach, Alla Franck pour grand orgue avec pédale (1914). Cf. Pièces d'orgue, 1re série.
- Pièces d'orgue, 2e série, Sénart, Paris (1914) : IV. Cortège - V. Andantino - VI. Rapsodie sur des Noëls connus.
- 15 Pièces pour Harmonium ou Orgue sur des Thèmes liturgiques, L.-J. Biton, St-Laurent-sur-Sèvre (Vendée), 1919.
- Suite héroïque dans le 2e fascicule de la série « Les Voix de la douleur chrétienne » publié par l’abbé Joubert chez A. Ledent-Malay à Bruxelles (1924).

### Musique vocale
- Motets : 
  - À la Sainte Croix (4 voix mixtes ou 3 égales et orgue) ;
  - Ave Verum Corpus (4 voix mixtes) ;
  - Choral final : Chantons Jésus (4 voix mixtes ou 3 égales) ;
  - Mystères Glorieux (solo et chœur à 4 voix mixtes et orgue ;
  - Isti Sunt Agni Novelli (4 voix mixtes).
  - Quæ es ista (duo et chœur à deux voix égales) - 1903 ;
- Messe de Noël sur des thèmes anciens (4 voix mixtes et orgue) ;
- Messe en l’honneur de Saint Louis (4 voix mixtes/unisson ou 4 voix égales avec accompagnement) ;
- Messe Royale du 1° Ton de Henry Du Mont (4 voix mixtes).
- Cantate à Sainte Louise de Marillac (chant et orgue) ;
- La Cathédrale Incendiée (4 voix mixtes, et orgue) paroles de Henri Ghéon.

## Discographie
- Albert Alain par Marie-Claire Alain au grand orgue Cavaillé-Coll/Haerpfer et orgue de chœur Cavaillé-Coll de Saint-Germain-en-Laye, Calliope (2007) : Finale op. 429 - Andantino op. 346 - Aria op. 425 - Scherzo op. 423 - Élégie op. 396 - Andantino op. 437 - Toccatina op. 373 - Pas trop lent op. 345 - Assez lent op. 357 - Andantino con moto op. 347 - Berceuse op. 395 - Carillon sur « Lauda Sion » op. 424 - Carillon de Bougival op. 368 - Au temps de Noël op. 360 - Prière op. 427 - Andante op. 306 - Finale sur « Cantemus Domino » op. 323.
- Albert Alain Discographie complète par Alain Cartayrade sur France Orgue.